# Seznam madžarskih inženirjev
Seznam madžarskih inženirjev.

## B
- Bánki Donát (1859 - 1922)
- Bláthy Ottó Titusz (1860 - 1939)

## D
- Déri Miksa (1854 - 1938)

## G
- József Galamb (1881 - 1955)
- Béla Glattfelder (1967 - )
- Gróf András István (Andrew Grove) (1936 - 2016)

## H
- Hollán Ernő (1824 - 1900)

## K
- Kandó Kálmán (1869 - 1931)
- Győző Kovács (1933 - 2012)
- Tódor Kármán  (Theodore von Kármán) (1881 - 1963)
- László Kozma (1902 - 1983)

## M
- Dániel Muszka

## P
- Etelka Barsiné Pataky (1941 - 2018)

## T
- Pál Tantó
- Nemes Tihamér (1895 - 1960)
- István Türr

## Z
- Zipernowsky Károly (1853 - 1942)